# Linha de sucessão ao trono monegasco

Mônaco adota o mesmo método de sucessão que a Espanha: a sucessão passa para o descendente varão mais velho do "Príncipe soberano de Mónaco", tendo os descendentes masculinos precedência sobre os do sexo feminino. 
A linha de sucessão foi modificada através de mudança constitucional implementada pela principesca Lei 1249, de 2 de abril de 2002, durante o reinado do príncipe Rainier III.

## Regras de sucessão
Nos termos da constituição de Mônaco, o filho mais velho do soberano herda o trono, ou a filha mais velha, se não houver filhos. Os herdeiros devem ser fruto de um casamento legal, no civil e religioso. Caso o príncipe reinante morra sem descendência legítima, a sucessão passa para os irmãos do príncipe soberano e seus descendentes legítimos, utilizando-se a mesma preferência e a mesma regra. Se um candidato a sucessor falecer ou renunciar à sucessão, a sucessão, no entanto, passa para os descendentes legítimos do sexo masculino, utilizando a mesma regra de preferência. 
O próximo na linha de sucessão é conhecido como o "Príncipe Herdeiro do Mónaco", com o título de S.A.S, sendo que na linha sucessória atual (2023) este título pertence a Jaime, filho do Príncipe Soberano de Mônaco, Alberto II. 
Se estas regras não forem suficientes para produzir um herdeiro, um conselho de regência assume o poder até que o Conselho da Coroa escolha um novo príncipe reinante entre os mais distantes descendentes da Casa de Grimaldi. Só pessoas com nacionalidade monegasca são elegíveis. 

## Atual linha de sucessão
Desde o nascimento dos dois filhos mais novos de Alberto, eles, sendo legítimos, passaram a ocupar os primeiros lugares na linha de sucessão. 
- Príncipe Rainier III (1923-2005)
  -  Príncipe Alberto II (n. 1958)
    - (1) Príncipe Jaime, Príncipe Herdeiro do Mónaco (n. 2014)
    - (2) Princesa Gabriela, Condessa de Carladès (n. 2014)

  - (3) Princesa Carolina do Mônaco (n. 1957)
    - (4) Andrea Casiraghi (n. 1984)
      - (5)  Alexandre Casiraghi (n. 2013)
      - (6) Maximilian Casiraghi (n. 2018)
      - (7) India Casiraghi (n. 2015)

    - (8) Pierre Casiraghi (n. 1987)
      - (9) Stefano Casiraghi (n. 2017)
      - (10) Francesco Casiraghi (n. 2018)

    - (11) Charlotte Casiraghi (n. 1986)
      - (12) Balthasar Casiraghi Rassam (n. 2018)

    - (13) Princesa Alexandra (n. 1999)

  - (14) Princesa Stéphanie de Mônaco (n. 1965)
    - (15) Louis Ducruet (n. 1992)
      - (16) Victoire Ducruet (n. 2023)

    - (17) Pauline Ducruet (n. 1994)
    - Camille Gottlieb (n. 1998)

Seguem-se na linha de sucessão os filhos legítimos e netos da Princesa Stéphanie: Louis Ducruet e sua filha Victorie e Pauline Ducruet. Camille, terceira filha de Stéphanie, por ser fruto de um relacionamento ilegítimo, não está na linha de sucessão, da mesma forma que Raphael Elmaleh, primeiro filho de Charlotte.

## Outros possíveis sucessores
As seguintes nove pessoas, que anteriormente ocupavam os postos entre o décimo e décimo oitavo lugares na linha de sucessão, perderam os seus lugares com a morte do príncipe Rainier III, uma vez que só entram na linha os descendentes diretos, irmãos e sobrinhos do príncipe soberano atual:
- Christian, Barão de Massy, filho mais velho da princesa Antoinette, primo de Alberto II
- Brice de Massy, filho mais velho de Christian de Massy, primo de Alberto II
- Antoine de Massy, filho mais novo de Christian de Massy, primo de Alberto II
- Laetizia de Massy, filha de Christian de Massy, prima de Alberto II
- Elisabeth-Anne de Massy, filha da princesa Antoinette, prima de Alberto II
- Barão Jean-Léonard Taubert-Natta, filho de Elisabeth-Anne de Massy, primo de Alberto II
- Mélanie de Lusignan, filha de Elisabeth-Anne de Massy, prima de Alberto II
- Keith Sebastian Knecht, filho do falecido Christine de Massy, prima de Alberto II